# Província d'Esmeraldas
Esmeraldas és una de les 22 províncies de l'Equador, situada a l'extrem nord-occidental del país. La seva capital és Esmeraldas, té 430.000 habitants i una superfície de 15.573 km².
Les principal activitats econòmiques són la pesca, l'agricultura i el turisme. La capital, Esmeraldas, és el principal port de la zona nord del país, mentre que la majoria de pobles de la costa tenen platges turístiques. Cal destacar l'illa de La Tolita, important jaciment arqueològic de la cultura precolombina anomenada La Tolita. Al llarg de la costa també és habitual trobar zones de manglar.
A la província d'Esmeraldas s'hi troba concentrada la important comunitat afroequatoriana (un 8% de la població total del país). El seu origen es troba en el naufragi d'una nau d'esclaus el 1552; els supervivents s'instal·laren en aquesta zona, llavors pràcticament despoblada, de l'actual Equador, bàsicament a la costa, tot i que posteriorment alguns es desplaçaren cap a la vall del Chota.

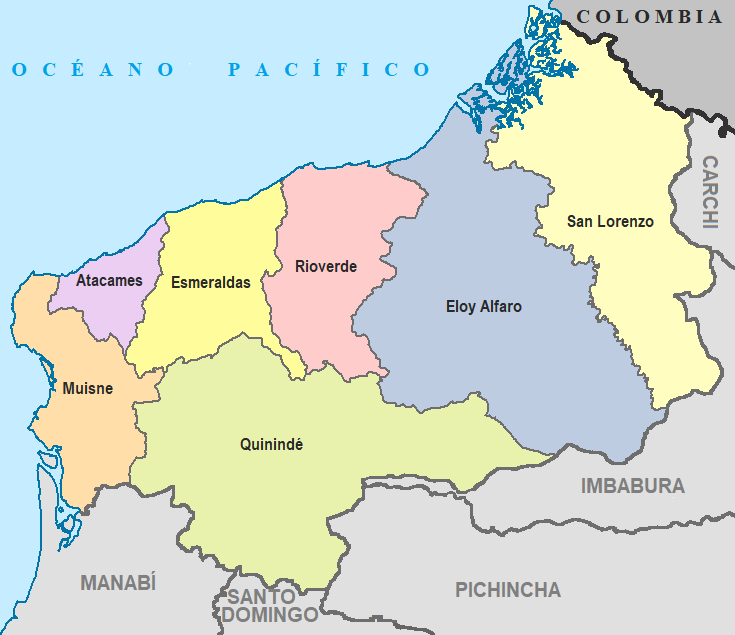
Cantons que conformen la província d'Esmeraldas.

La província es divideix en 7 cantons (localitat principal entre parèntesis):
- Atacames (Atacames)
- Eloy Alfaro (Valdez)
- Esmeraldas (Esmeraldas)
- Muisne (Muisne)
- Quinindé (Rosa Zárate)
- Río Verde (Rioverde)
- San Lorenzo (San Lorenzo)